# Stephanie Larimore
Stephanie Larimore, née le 21 avril 1981 à Fort Wayne dans l'Indiana, est un modèle de charme américain.